# Gauliga Oberschlesien 1942/43

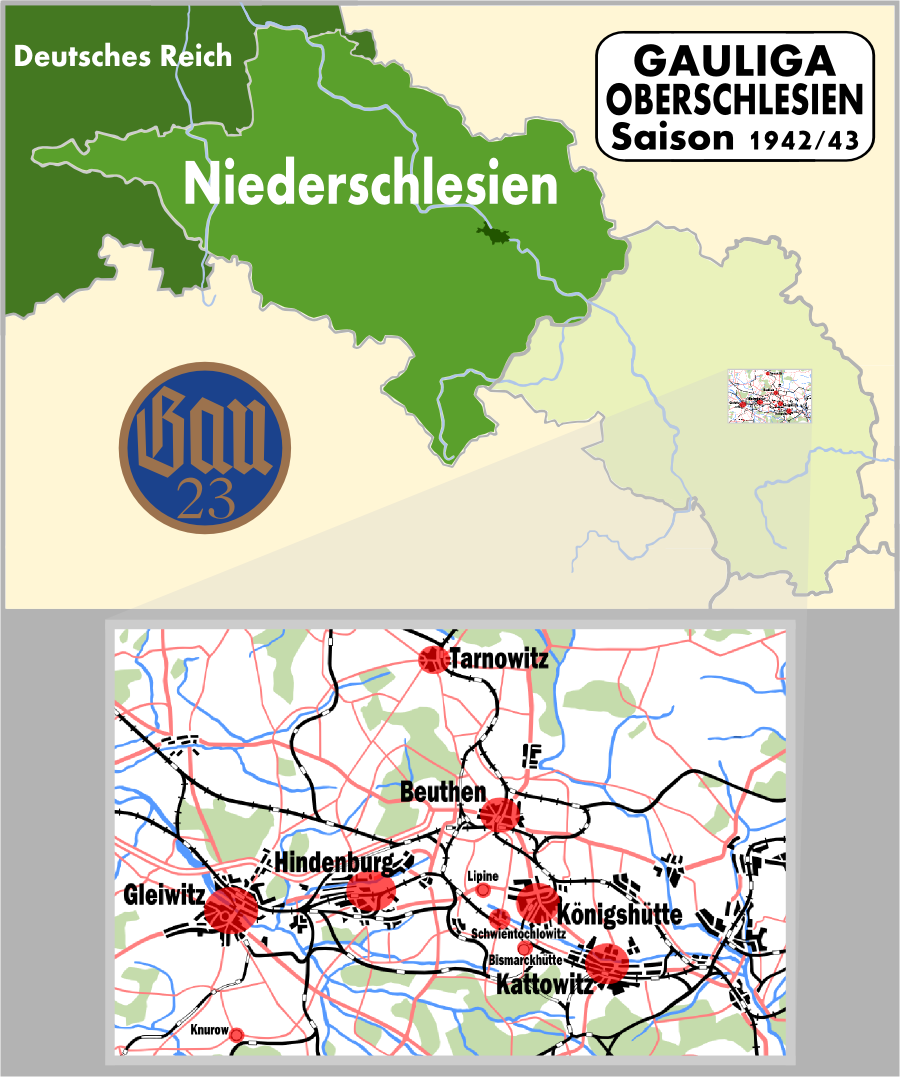
Plaatsen waar de Gauliga Oberschlesien 1942/43 gespeeld werd

De Gauliga Oberschlesien 1942/43 was het tweede voetbalkampioenschap van de Gauliga Oberschlesien. Promovendus LSD Adler Tarnowitz domineerde aanvankelijk de Gauliga met klinkende overwinningen tegen TuS Hindenburg 09 (10-0), 1. FC Kattowitz (17-1) en zelfs het grote Vorwärts-RaSpo Gleiwitz (3-0). Na zeven speeldagen stond de club ongeslagen aan de leiding met doelsaldo 48:5 en puntensaldo 12:2. Echter trok de club zich dan plots uit de competitie terug, wat de baan vrij maakte voor Germania Königshütte om opnieuw kampioen te worden. De nam deel aan de eindronde om de Duitse landstitel, waar ze uitgeschakeld werden door LSV Reinecke Brieg. 

## Eindstand
| Plaats | Club                    | Wed.           | W              | G              | V              | Saldo          | Ptn.           |
| ------ | ----------------------- | -------------- | -------------- | -------------- | -------------- | -------------- | -------------- |
| 1.     | FV Germania Königshütte | 16             | 13             | 1              | 2              | 68:22          | 27:05          |
| 2.     | TuS Lipine              | 16             | 9              | 2              | 5              | 51:37          | 20:12          |
| 3.     | WSG Sportfreunde Knurow | 16             | 9              | 1              | 6              | 49:27          | 19:13          |
| 4.     | Bismarckhütter SV 99    | 16             | 8              | 1              | 7              | 43:33          | 17:15          |
| 5.     | Vorwärts-RaSpo Gleiwitz | 16             | 8              | 1              | 7              | 31:33          | 17:15          |
| 6.     | Beuthener SuSV 09       | 16             | 7              | 0              | 9              | 31:43          | 14:18          |
| 7.     | TuS Schwientochlowitz   | 16             | 6              | 1              | 9              | 25:35          | 13:19          |
| 8.     | 1. FC Kattowitz         | 16             | 4              | 1              | 11             | 30:55          | 09:23          |
| 9.     | TuS Hindenburg 09       | 16             | 3              | 2              | 11             | 26:69          | 08:24          |
| 10.    | LSV Adler Tarnowitz     | Teruggetrokken | Teruggetrokken | Teruggetrokken | Teruggetrokken | Teruggetrokken | Teruggetrokken |

|  | Kampioen   |
|  | Degradatie |